# Famille Bédat
Pour les articles homonymes, voir Bédat.
La famille Bédat est originaire de Bagnères-de-Bigorre. À la suite de la prise de possession de la Bigorre par Jeanne d'Albret au XVIe siècle, la famille s'éparpille dans le Sud-Ouest, en Savoie, ainsi qu'en Suisse.
Au XIXe siècle, Pierre-Firmin Bédat, militaire de carrière, s'illustre dans les troupes de Napoléon et se voit attribuer ainsi qu'à sa famille le titre de baron d'Empire. Son fils, Pierre, mène aussi une carrière militaire dans les armées françaises et se voit décoré de la Légion d'honneur.
Au XXe siècle, Pierre Bédat de Monlaur est un habitué des salons et cercles littéraires à Paris. Il fréquente les grands artistes et écrivains de l’époque, Joseph de Pesquidoux, Arthur Honegger, Anna de Noailles, Paul Valéry, Jean Ajalbert ; le peintre Kees van Dongen en fait son portrait : L’Homme au gilet bleu.
En Suisse, la famille Bédat est connue dans le monde horloger pour la marque-éponyme fondée par Simone et Christian Bédat, aujourd'hui propriété de la marque Gucci.

## Personnalités
- baron Pierre-Firmin Bédat (1774-1851), chef d'escadron et colonel, titré par Napoléon Ier le 9 mars 1810[2] ;
- Pierre Bédat de Monlaur (1907-1990), écrivain et poète ;
- Michel Bédat (1925-1999), administrateur de société et homme d'affaires français (Saint-Gobain, BNP), centralien, chevalier de la Légion d'honneur ;
- Yvonne Monlaur (née en 1933[réf. nécessaire] ou 1939[3]), actrice et danseuse ;
- Arnaud Bédat (1965-2023), reporter et journaliste d'investigation.